# Moroteuthopsis ingens
Moroteuthopsis ingens (E. A. Smith, 1881) è una specie di calamaro appartenente alla famiglia Onychoteuthidae. Questa specie è diffusa principalmente nelle acque sub-antartiche, con una distribuzione circumpolare che si estende fino alle regioni sub-antartiche come la Georgia del Sud e il Mar di Tasman.

## Descrizione

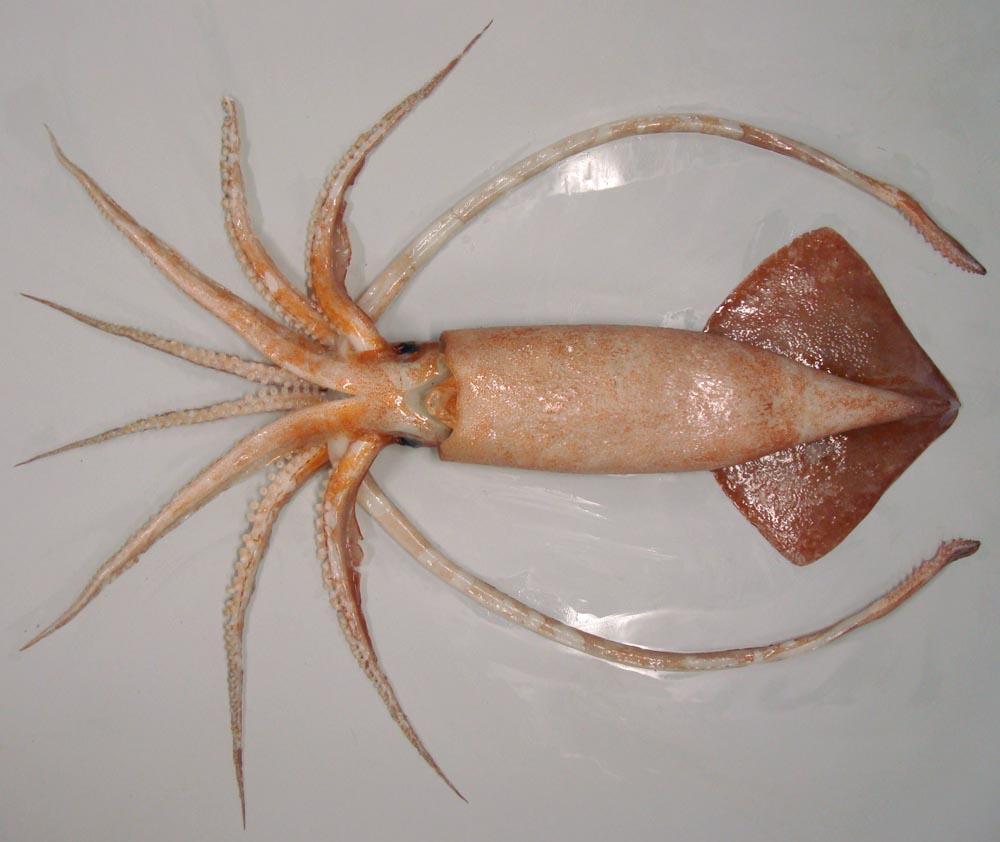
Femmina adulta (38,4 cm di mantello e 1,875 kg di peso) catturata nel Chatham Rise.

Gli esemplari di M. ingens presentano un mantello morbido e carnoso, con una superficie che può presentare creste longitudinali o una struttura reticolata. I tentacoli sono dotati di uncini e ventose marginali lungo le clave tentacolari, una caratteristica distintiva all'interno della famiglia Onychoteuthidae. Le pinne hanno una forma romboidale e non sono prolungate posteriormente. Il gladio, una struttura interna simile a una penna, ha un rachide con una sezione trasversale triangolare.
M. ingens può raggiungere una lunghezza del mantello di almeno 500 mm. Gli studi indicano che questa specie ha una crescita lineare, con le femmine che crescono a un ritmo quasi doppio rispetto ai maschi. L'analisi degli statoliti suggerisce che M. ingens abbia un ciclo vitale annuale, con gli individui più anziani che raggiungono un'età di circa 358 giorni per i maschi e 393 giorni per le femmine.

## Distribuzione e habitat
M. ingens abita principalmente le acque epipelagiche e mesopelagiche dell'Oceano Meridionale, a profondità comprese tra 500 e 1452 metri. La distribuzione in profondità suggerisce una migrazione ontogenetica verso acque più profonde da parte delle femmine in associazione con la maturità. I maschi non mostrano un pattern chiaro nella loro distribuzione in profondità.

## Biologia
M. ingens svolge un ruolo significativo nella catena alimentare marina dell'Oceano Meridionale. La sua dieta varia con le dimensioni: gli individui più piccoli consumano principalmente crostacei e cefalopodi, mentre gli adulti predano principalmente pesci, in particolare pesci lanterna (Myctophidae). È stato osservato anche il cannibalismo tra gli individui più grandi. A sua volta, M. ingens è preda di numerosi predatori, tra cui pesci, uccelli marini e mammiferi marini.
M. ingens è una specie a riproduzione terminale, con un singolo evento riproduttivo seguito dalla morte. Durante la maturazione, sia i maschi che le femmine mostrano una significativa riduzione del peso delle gonadi negli individui esausti. Nelle femmine, il peso del mantello e delle ghiandole nidamentali diminuisce durante il processo di maturazione, mentre nei maschi si osserva un aumento marcato del peso del pene e del complesso spermatoforico negli individui esausti.

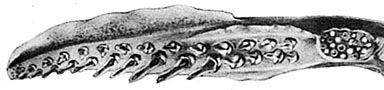
Clava tentacolare di M. ingens
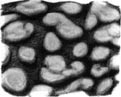
Campione di pelle del mantello
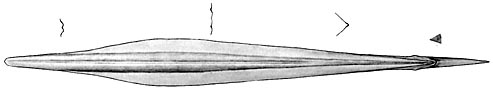
Gladio e sezioni trasversali